# Крижанівський Троадій Річардович
Троадій Річардович Крижанівський (1897, Кременчук — 19 березня 1951, Київ) — київський лікар-терапевт, учень Миколи Стражеска, асистент академіка Феофіла Яновського. Бібліофіл і збирач творів мистецтва, батько художника Віталія Троадійовича Крижанівського, близький товариш Олексадра Глаголєва. Учасник підпільного руху в Києві в роки радянсько-німецької війни.

Могила Троадія Крижанівського

Помер 19 березня 1951 року. Похований в Києві на Лук'янівському цвинтарі (ділянка № 9-А, ряд 2, місце 2). Надгробок — прямокутна стела з чорного граніту, барельєф з білого мармуру; скульптор М. Г. Морозов.